# Langoat
Langoat är en kommun i departementet Côtes-d'Armor i regionen Bretagne i nordvästra Frankrike. Kommunen ligger i kantonen Tréguier som tillhör arrondissementet Lannion. År 2022 hade Langoat 1 161 invånare.

## Befolkningsutveckling
Antalet invånare i kommunen Langoat
Referens:INSEE